# 佐屋站
佐屋站（日语：／ Saya eki */?）是位於愛知縣愛西市須依町，屬於名古屋鐵道（名鐵）的尾西線車站，在旅客資訊上也是津島線的車站。車站編號為TB09。此站為愛西市的代表車站，站名源自於愛西市合併前的舊佐屋町。
此站設有津島線的直通列車，普通列車為每小時2班。而此站至尾西線的終點（實際為起點）彌富站之間為單線區間，且沒有列車交會設備。因此該路段只可1列列車進入（彌富口站已預留位置建設列車交會設備，但是沒有建成並於2006年12月16日廢止）。

## 歷史
- 1898年（明治31年）4月3日 - 尾西鐵道（日语：尾西鉄道）彌富站至津島站之間開業，此站啟用。當時使蒸氣機車行走[2]。
- 1923年（大正12年） 11月28日 - 包括此站，彌富站至津島站之間電氣化，電壓600伏特。尾西鐵道全線電氣化[3]。
- 1925年 （大正14年）8月1日 - 尾西鐵道轉讓鐵道事業給名古屋鐵道（第一代）[注釋 1]。成為名鐵尾西線[6]
- 1952年（昭和27年）
  - 12月9日 - 佐屋站至津島站之間的閉塞方式改為自動閉塞式[7]。
  - 12月14日 - 尾西線的電壓升至1500V。津島線列車駛入此線[7]。
- 1952年（昭和34年）9月26日 - 由於伊勢灣颱風使彌富站至津島站之間不能通行（在同年11月23日重新開通。為名鐵全線最遲重新開通區間）[8]。
- 1967年 (昭和42年) 12月17日 - 佐屋站至津島站之間成為複線鐵路[9]。
- 1971年 (昭和46年) 3月21日 - 新車站大樓落成[10]。
- 1992年（平成4年）11月24日 - 實際時間表白紙修正（日语：名古屋鉄道のダイヤ改正#1992年11月24日改正）。在日間開始設有特急列車班次[11]。
- 2005年（平成17年）
  - 4月1日 - 車站所在地舊佐屋町（日语：佐屋町）編入至愛西市。
  - 7月14日 - 車站引入交通儲值卡「Trans Pass（日语：トランパス (交通プリペイドカード)）」。
- 2008年（平成20年）12月27日 - 再次有特急列車班次。
- 2011年（平成23年）2月11日 - 車站可以使用「manaca」IC卡。
- 2012年（平成24年）2月29日 - 交通儲值卡「Trans Pass」的服務終止，此站也不可使用其儲值卡。

## 車站構造

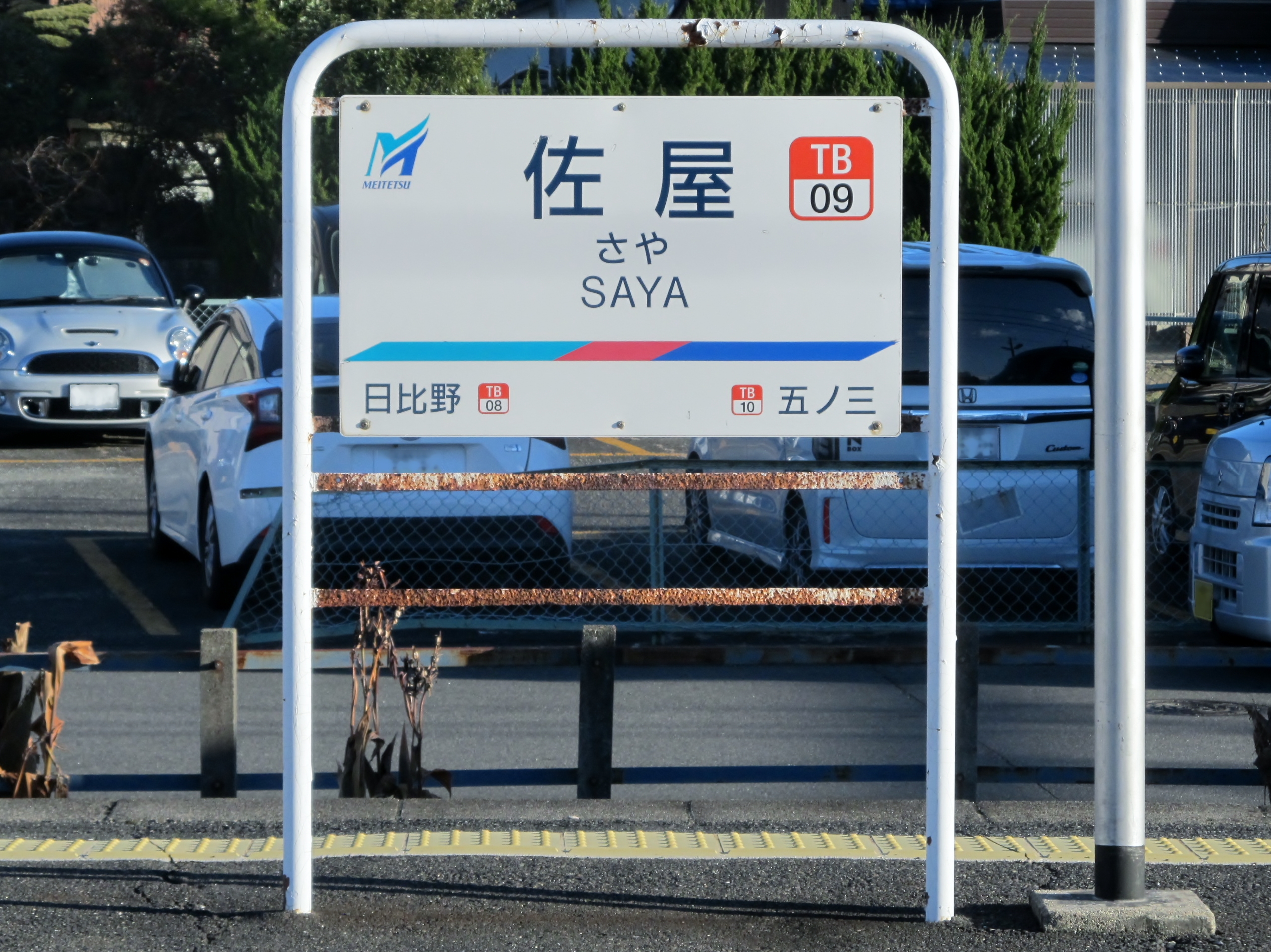
月台上的標牌 （2022年1月）
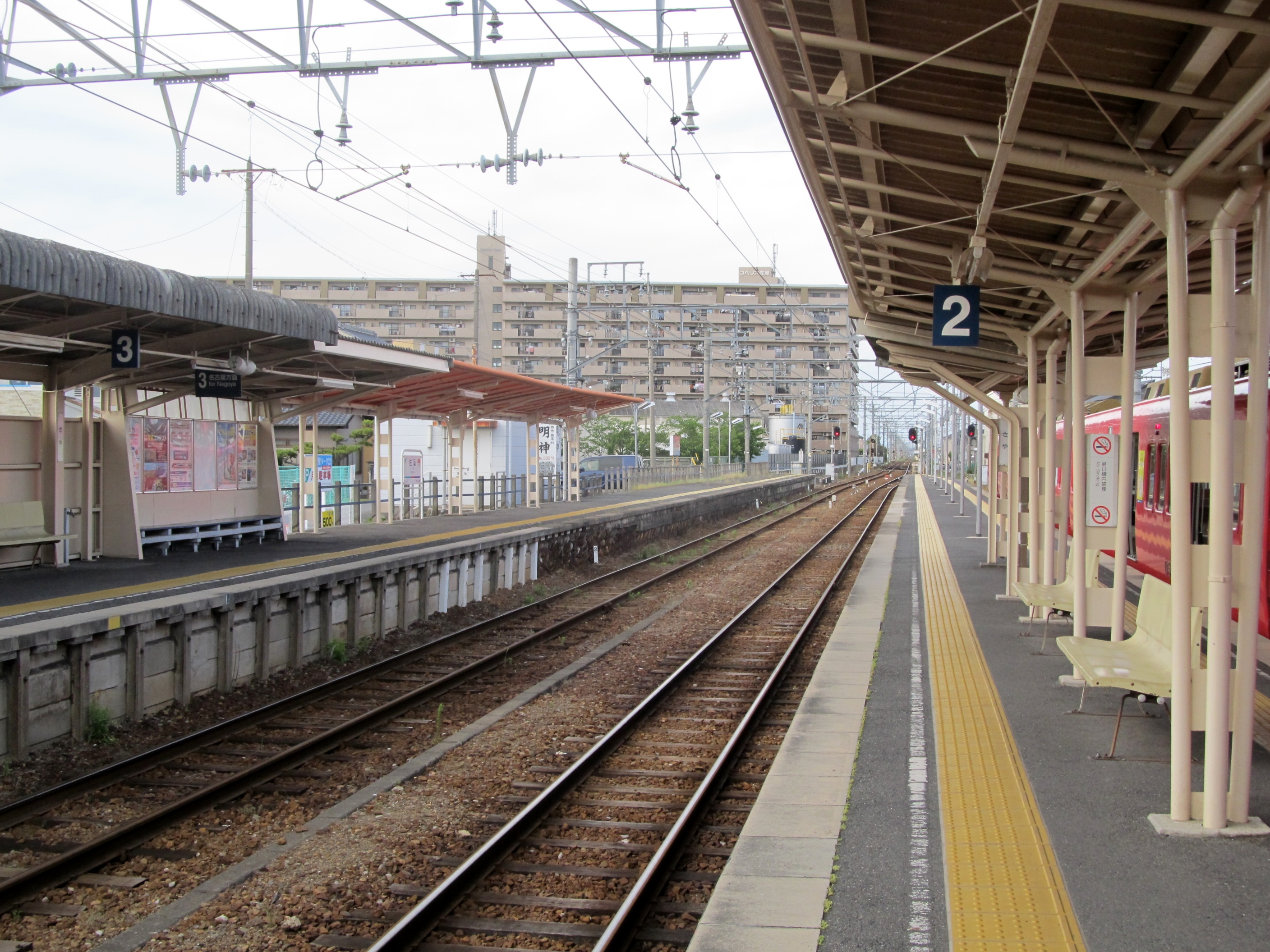
月台（2020年5月）
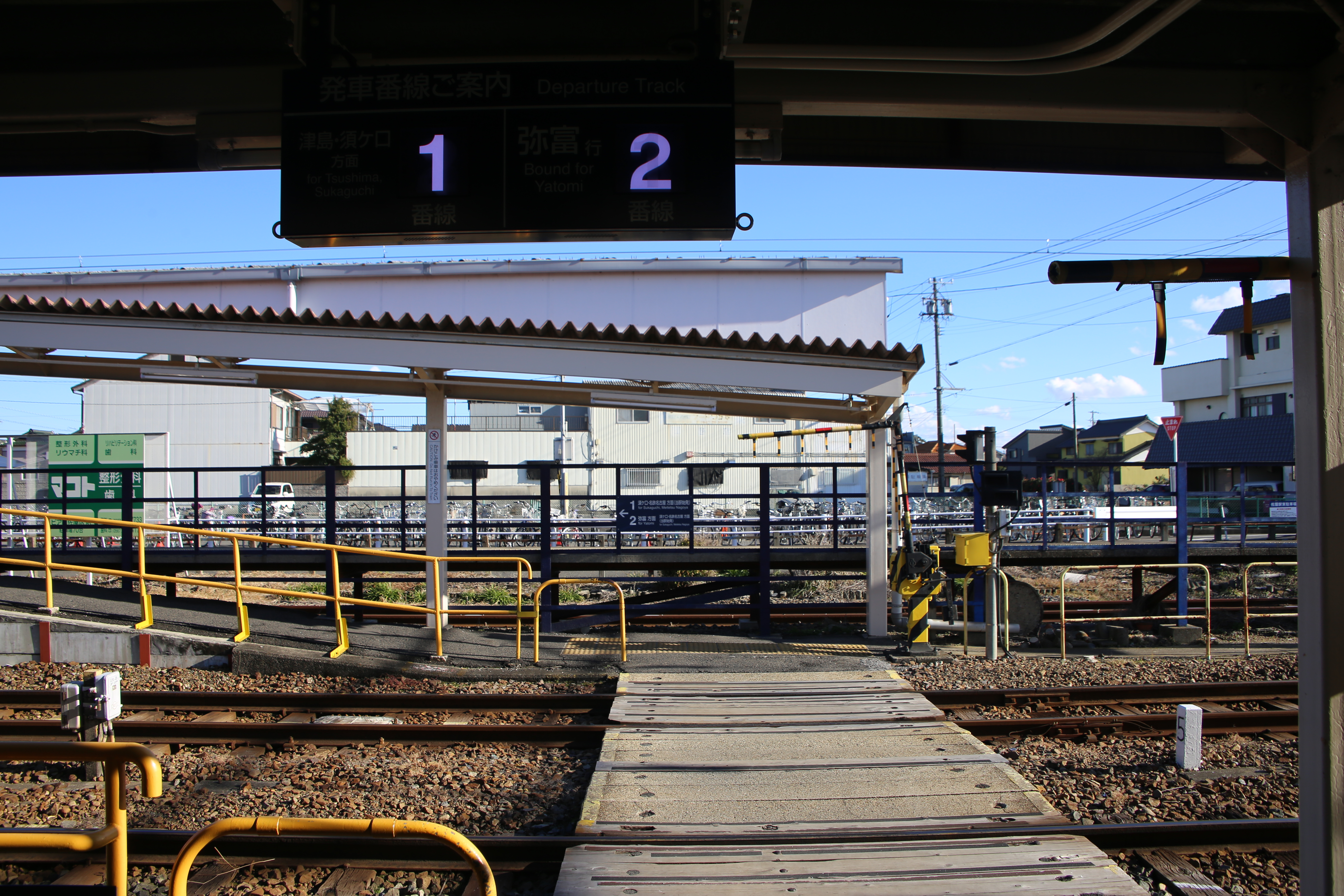
平交道（2025年1月）

此站為地面車站，設有1面2線的島式月台（1、2號月台）與1面1線的單式月台（3號月台），合共2面3線的混合式月台。站房與月台之間透過站內平交道連接。1號月台為路軌盡頭，只可向津島站出發，且從津島站的前往一宮部分不載客列車設有一人控制確認板。1號月台可容納8卡車廂，2號與3號月台只可容納6卡車廂而月台上沒有列車資訊裝置。
| 月台 | 路線                        | 上下行 | 方向                       | 備註                 |
| ---- | --------------------------- | ------ | -------------------------- | -------------------- |
| 1    | 津島線 尾西線（津島〜彌富） | 下行   | 津島、須口、名鐵名古屋方向 | 從此站出發           |
| 2    | 津島線 尾西線（津島〜彌富） | 上行   | 彌富方向                   | 部分出發往津島方向   |
| 3    | 津島線 尾西線（津島〜彌富） | 下行   | 津島、須口、名鐵名古屋方向 | 從彌富方向的直通列車 |

### 配線圖
| ← 津島方向      | 佐屋站 站內配線略圖 | → 彌富方向 |
| 图例 参考文献： |                     |            |

## 使用狀況
- 在中提及在2013年度，當時1日平均上下車人次為4,020人，為名鐵所有車站（275站）排名第106，尾西線（22站）中排名第4[14]。
- 在中提及在1992年度，當時1日平均上下車人次為4,555人，為除岐阜市內線均一車費區間內各站（岐阜市內線、田神線、美濃町線徹明町站至琴塚站之間）外名鐵所有車站（342站）中排名第102，尾西線（23站）中排名第3[15]。
- 根據中的提及，在2010年度的1日平均乘車人次為1,898人。
- 根據中的提及，在2016年度的1日平均上下車人次為4,275人。以下為近年1日平均上下車人次列表[16]。

| 年度   | 1日平均 上下車人次 |
| ------ | ------------------ |
| 2002年 | 3,818              |
| 2003年 | 3,812              |
| 2004年 | 3,832              |
| 2005年 | 3,973              |
| 2006年 | 3,965              |
| 2007年 | 3,948              |
| 2008年 | 3,915              |
| 2009年 | 3,823              |
| 2010年 | 3,810              |
| 2011年 | 3,849              |
| 2012年 | 3,869              |
| 2013年 | 4,020              |
| 2014年 | 4,042              |
| 2015年 | 4,170              |
| 2016年 | 4,275              |
| 2017年 | 4,280              |

## 車站周邊
- 愛西市政廳
- 愛西市立佐屋中學（日语：愛西市立佐屋中学校）
- 愛西市立佐屋小學
- 愛西市中央圖書館（日语：愛西市図書館）
- 義津屋（日语：ヨシヅヤ）佐屋店
- 西條八幡社
- 佐屋代官所遺址（佐屋街道遺址）
- 水雞塚
- 木曾三川公園（日语：木曽三川公園）

## 相鄰車站
名古屋鐵道
 津島線·尾西線（津島〜彌富）
■特急、■急行、■準急
佐屋（TB09）－日比野（TB08）
■普通
五之三（TB10） - 佐屋（TB09）－日比野（TB08）

## 注腳

## 外部連結
- 维基共享资源上的相關多媒體資源：佐屋站
- 佐屋 - 名古屋鐵道